# Kone
Kone (oficialment escrit com KONE i es pronuncia "'kðne'") és una empresa finlandesa fundada el 1910 a Hèlsinki.
L'activitat d'aquesta firma és el muntatge i manteniment d'escales mecàniques, ascensors i portes automàtiques. La firma ha realitzat 
instal·lacions de gran envergadura en els principals països del món.
Kone és una de les empreses de més envergadura de tot Escandinàvia i cotitza a la borsa de Hèlsinki (OMXH25 o HEX25).

## Kone al món
L'activitat empresarial està focalitzada als països desenvolupats i també als emergents (India, Xina, Mèxic, Brasil, etc.); està present en uns 50 països. Els principals clients són constructors i propietàris de centres comercials, hotels i grans edificis.

## Etimologia del nom
Kone és una paraula finesa que significa màquina.